# Ruse (huyện)
Ruse là một huyện thuộc tỉnh Ruse, Bungaria. Dân số thời điểm năm 2001 là 178435 người.